# لیزا آنجل
لیزا آنجل (به فرانسوی: Lisa Angell) (زاده ۲۱ سپتامبر ۱۹۶۸) خواننده فرانسوی است.
او در مسابقه آواز یوروویژن ۲۰۱۵ نماینده فرانسه بود.